# 高原山
高原山（たかはらやま、たかはらさん）は、栃木県日光市と同塩谷郡塩谷町、那須塩原市、矢板市にまたがる山である。特に主峰鶏頂山、釈迦ヶ岳、中岳、西平岳の山頂部は日光市と塩谷町に在り、東北部の裾野である八方ヶ原も含め、その山体は日光国立公園に在る。日本三百名山の一つに選定されている。

## 概要
高原山は栃木県北部にあり、南側の釈迦ヶ岳火山群と北側の塩原火山群の総称である。その主峰群のうち、鶏頂山の山頂は日光市に、また釈迦が岳、中岳、西平岳の山頂は日光市と塩谷町の境界上に在る。これら主峰群すべてが臨めるのは県都宇都宮市や鹿沼市といった南西側からであり、宇都宮市に在る古賀志山からは高原山東側に広がる台地部も含め、高原山全体の山容が眺望できる。一方、高原山東側からは主峰のひとつである鶏頂山は臨めない。

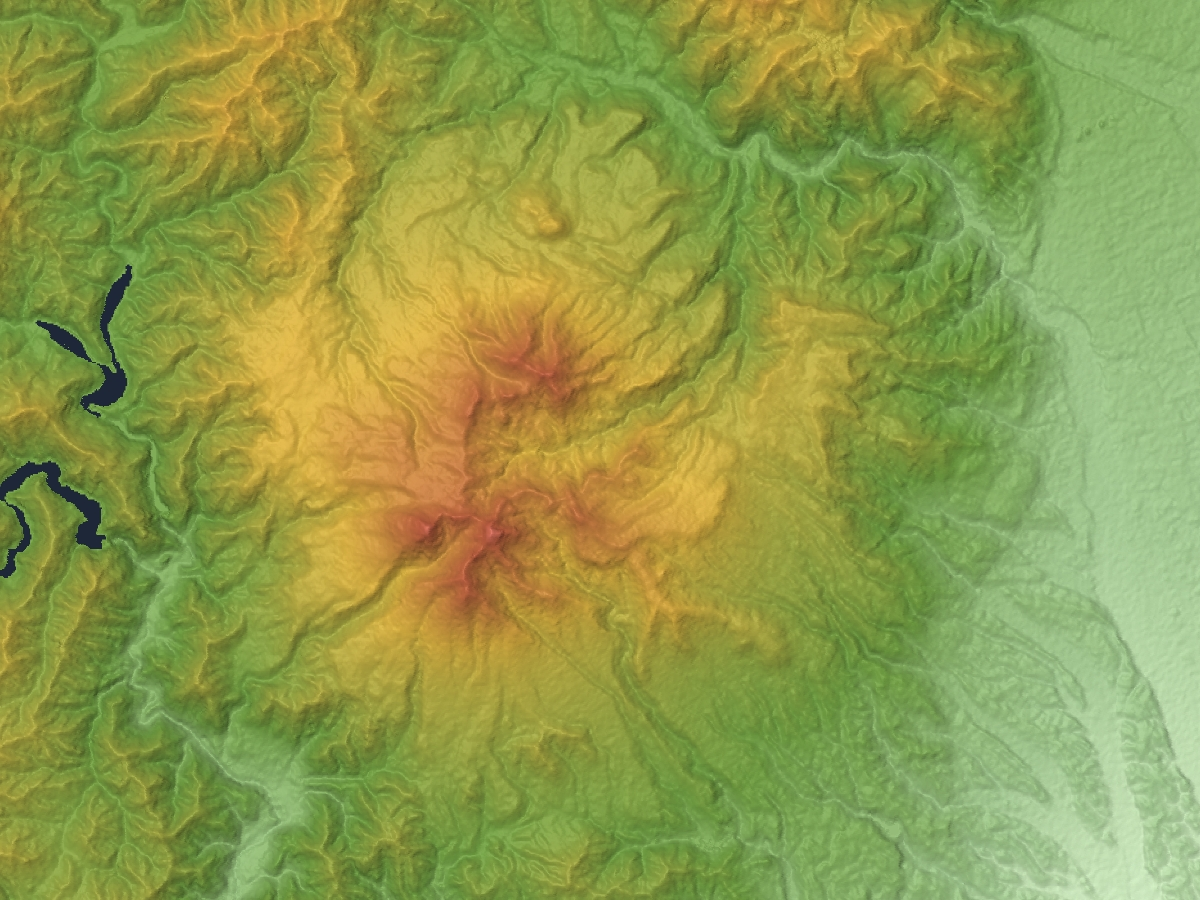
地形図

全体としては馬蹄形のカルデラ地形を基にした複雑な山容を持つ。鬼怒川と箒川に挟まれ、男体山、女峰山などの日光連山と大佐飛山、男鹿岳などの下野山地の間に位置する。
南側の釈迦ヶ岳火山群は、馬蹄形の火口壁を形成する鶏頂山、西平岳、中岳、釈迦ヶ岳、剣ヶ峰などから成り、現在の高原山の主要峰群を形成する。釈迦ヶ岳火山群の東側山麓には噴火時に流れ出た溶岩によって形成された八方ヶ原が広がり、東側の那須野が原方面から眺めた場合に特徴的な山容を呈する平坦な階段状の台地を構成している。階段状の台地は上から順に大間々、小間々、学校平（がっこうだいら）と名づけられている。西平岳の南西麓には太平洋戦争後の引揚者等が入植した釈迦ヶ岳開拓があり、高冷地育苗圃ではイチゴなどの山上げ栽培が行われ、開拓地ではダイコン、カブなどの栽培が行われている。
北側の塩原火山群はカルデラと中央火口丘を形成し、前黒山、明神岳、大入道、小入道などの峰から成る。前黒山の北東中腹には約6500年前の噴火で形成されたと考えられる側火山の富士山（溶岩ドーム）があり、その西麓にある塩原新湯温泉では今なお噴気活動が確認されている。
鶏頂山、明神岳の北西斜面はなだらか溶岩台地となっておりハンターマウンテンスキー場、エーデルワイス スキーリゾートやゴルフ場、高原（たかはら）ダイコンなど高原野菜生産地である鶏頂開拓が立地するが、近年耕作放棄地が目立つ。
塩原火山群の火口壁からはスッカン沢、鹿股川が流出し、塩原十名瀑に属する幾つかの滝を形成しつつ北斜面を下り、塩原温泉郷で白倉山を水源とする那珂川水系箒川に合流する。ほか、西麓には鬼怒川温泉・川治温泉など温泉が豊富に立地する。
東山麓には那須野が原周辺に開墾された華族農場の一つ山縣農場があり、南側には関東平野がある。
高原山は古くは行基が開基したと伝わる法楽寺が剣ヶ峰に存在した山岳宗教のメッカでもあった。峰や山道には祠や石仏、鳥居などが点在し、鶏頂山の山頂には鶏頂山神社の社殿が建つ。

## 主な山

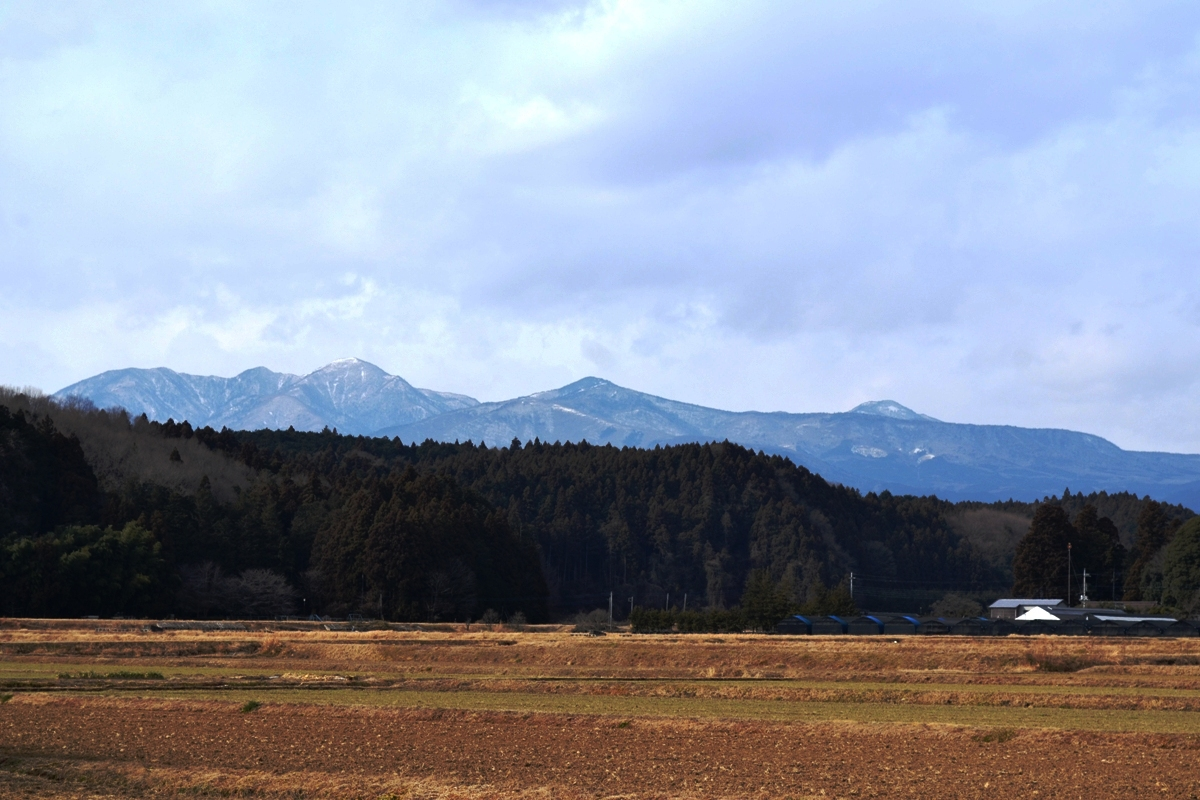
矢板市上太田から臨む高原山および八方ヶ原。
----
左から順に西平岳（1,712m）、中岳（1,728m）、前山（1,435m、手前の低山）、釈迦ヶ岳（1,795m）、ミツモチ（1,248m、手前の低山）、剣ヶ峰（1,540m）、八方ヶ原、前黒山（1,678m）。

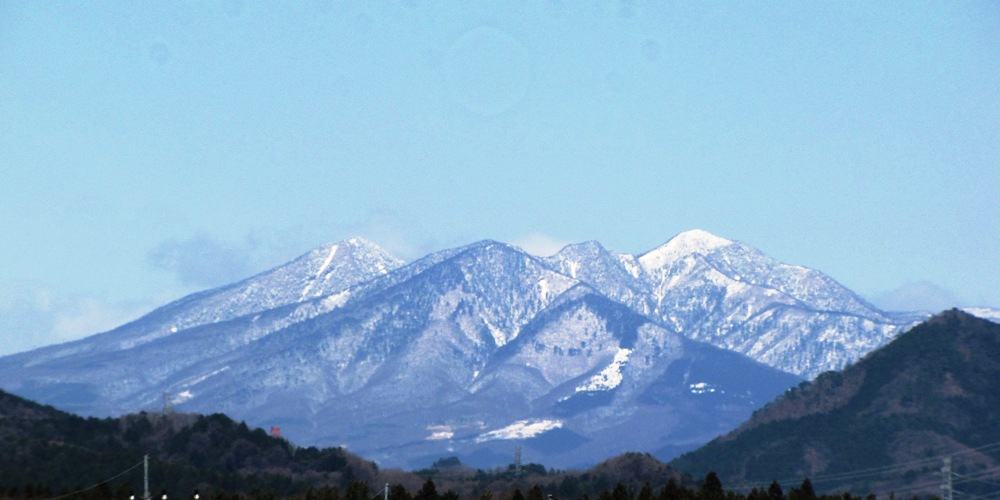
宇都宮市北郊から望む高原山釈迦ヶ岳火山群。
----
左から順に鶏頂山（1,765m）、西平岳（1,712m）、中岳（1,728m）、釈迦ヶ岳（1,795m）。

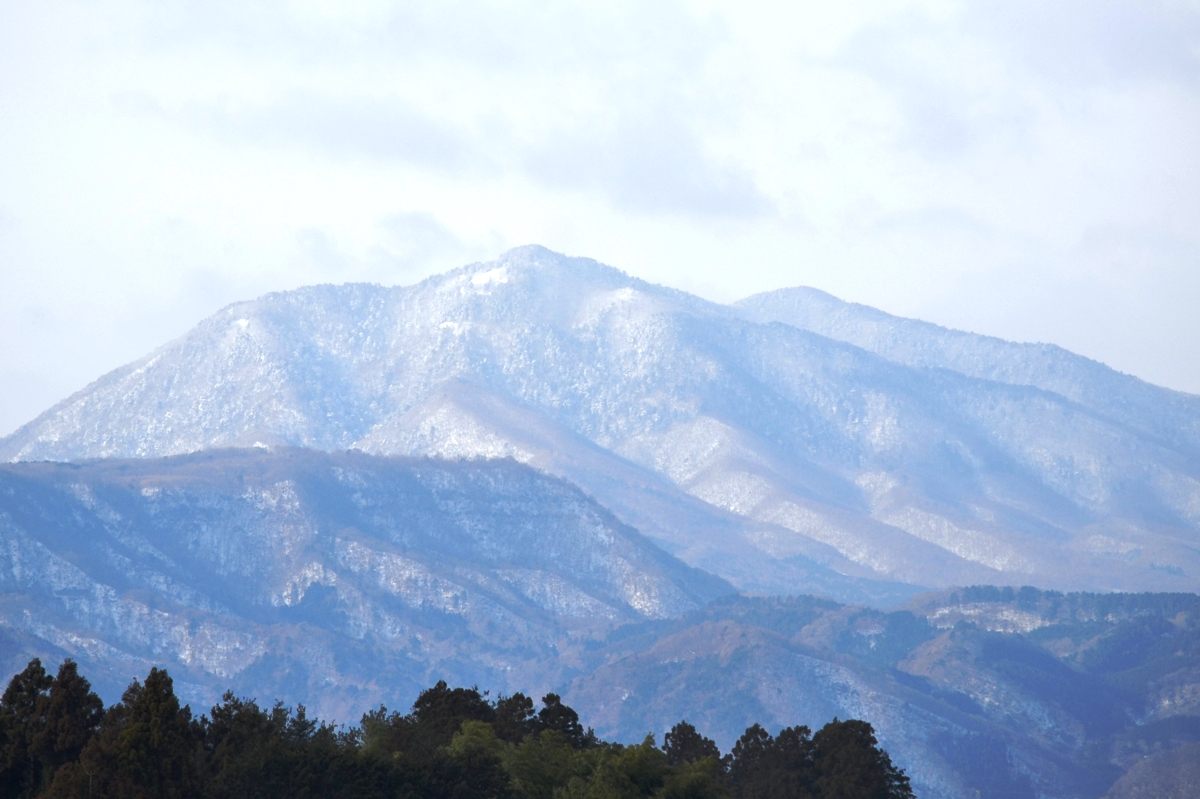
那須塩原市唐杉から臨む前黒山（1,678m）。

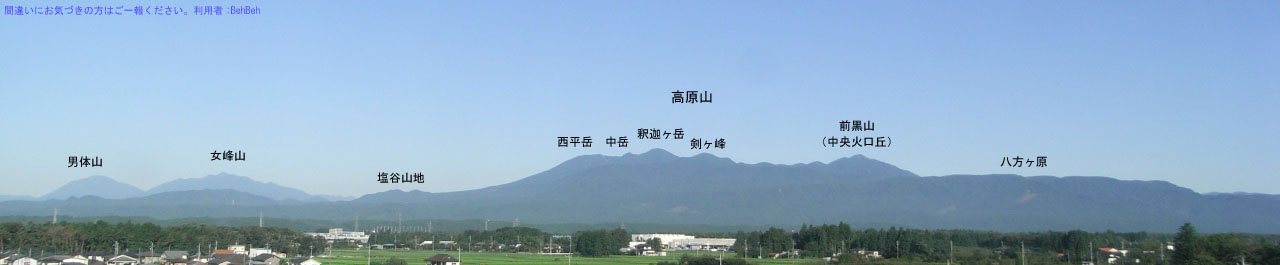
火山特有の広い裾野と溶岩台地高原を有する高原山。

以下に、高原山の南側山塊を成す釈迦ヶ岳火山群と北側山塊を成す塩原火山群ごとに、それぞれの主な山を記す。

### 釈迦ヶ岳火山群の峰
- 釈迦ヶ岳（1,795m）
- 鶏頂山（1,765m）
- 中岳（1,728m）
- 西平岳（1,712m）
- 剣ヶ峰（1,540m）

### 塩原火山群の峰
- 前黒山（1,678m）
  - 富士山（1,184m）- 富士山は塩原火山群の火山ではなく側火山である。
- 明神岳（1,627m）
- 大入道（1,402m）
- 小入道
- ミツモチ（1,248m）

## 高原山の活動史
高原山は前黒山、明神岳を中央火口丘とする東に開いた馬蹄形カルデラ火山（塩原火山）であるが、その後、カルデラ壁南西周辺で鶏頂山、中岳、西平岳などを構成する安山岩質成層火山群（釈迦ヶ岳火山群）を形成、カルデラを埋め尽くしたため、カルデラ火山の形が分かりにくくなっている。矢板市と那須塩原市の境界付近を流れるスッカン沢、鹿股川はカルデラ壁の内側を流れる川と考えられ、スッカン沢の水は魚が棲めない程の強い酸性を示す。また、前黒山北麓には割れ目噴火（単成火山）の痕跡が残り、大沼などの割れ目が成因の沼が残る。塩原温泉の木の葉石などの化石は、このカルデラの中にできた湖（塩原化石湖または古塩原湖、東西約6km、南北3kmの三日月型）の底に堆積した塩原湖成層という地層から検出されるものである。
- 50万年前活動を開始。
- 35〜40万年前に、高原山北西部の塩原カルデラ（前黒山、明神岳）付近を噴出中心とした大規模な大田原火砕流が発生し、現在の那須野が原を埋め尽くし、塩原カルデラを形成する。
  - その後、那須野が原はこの火砕流噴出物の上に蛇尾川、那珂川などの砂礫が堆積して形成された。
- 10万年前主な活動を休止する。
- 6500年前北麓で水蒸気爆発と降灰があり溶岩ドーム(富士山)が形成されたとされる。現在、富士山周辺で噴気活動が確認されているため、高原山は活火山として扱われている。

## 水源の森、他
南斜面の中腹、矢板市と塩谷郡塩谷町の境界には尚仁沢があり、全国名水百選に選ばれた尚仁沢湧水がある。尚仁沢とその下流東荒川の流域の高原山水源の森は水源の森百選にも選定されている。その他にも森林浴の森100選に選定されている栃木県民の森、キャンプ場、全国植樹祭、育樹祭会場、展示館、少年自然の家、ハイキングコースなど施設が整備されている。同地域はまた八方自然休養林にも指定されており自然の宝庫である。

## 高原山黒曜石原産地遺跡群

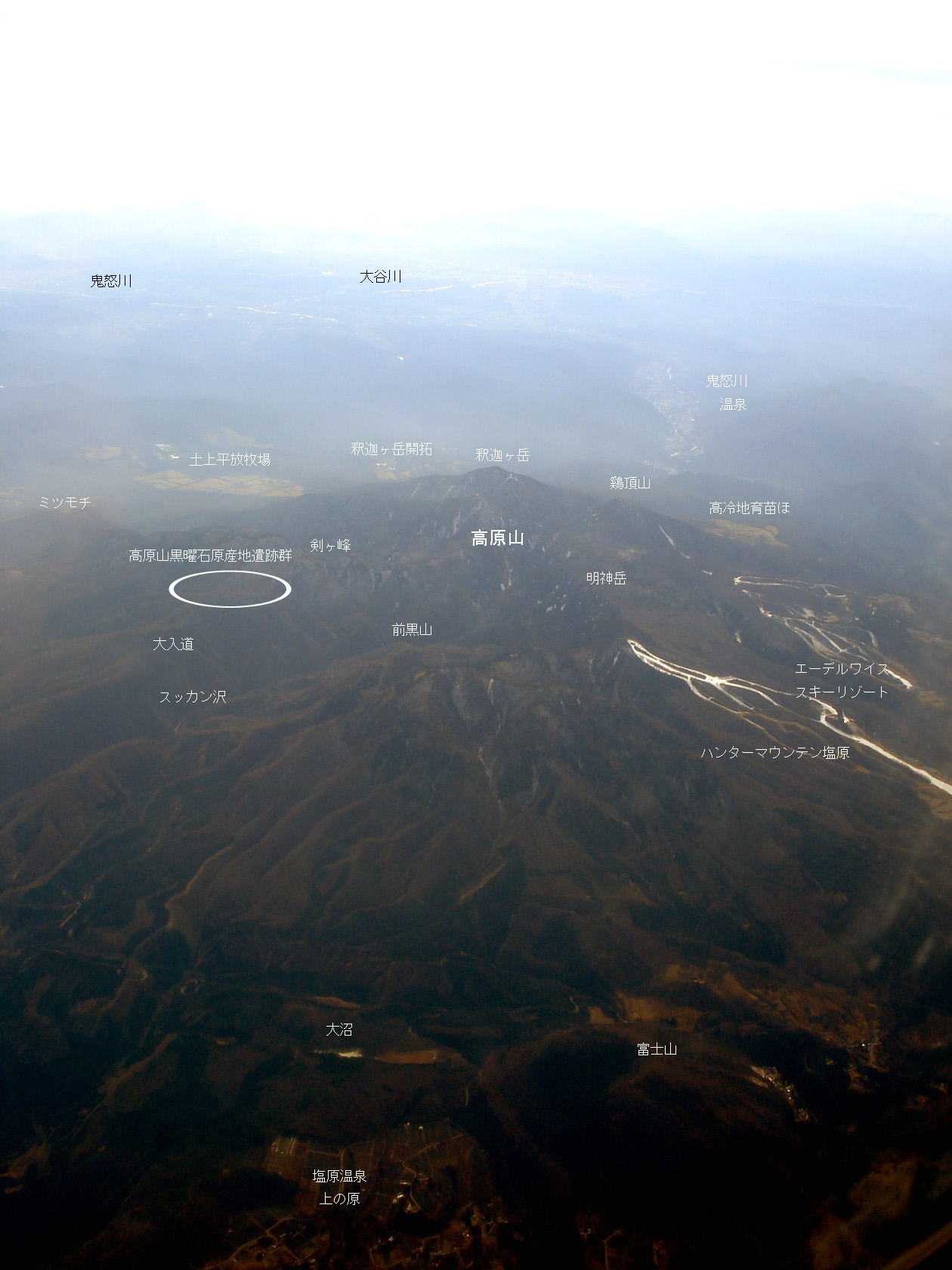
日本最古と推定される黒曜石採掘坑遺跡がある高原山。

矢板市北部にある活火山・高原山を構成する一峰である剣ヶ峰が原産の黒曜石を使用した石器が矢板市より200キロメートル以上離れた静岡県三島市や長野県信濃町、神奈川県相模原市などの遺跡で発見されており、研究が進められている。産出時期は石器の特長により古いものでは今から約3万5千年前の後期旧石器時代のものと考えられており、その採掘坑遺跡（高原山黒曜石原産地遺跡群）は日本最古のものと推定されている。氷期の寒冷な時期に人が近付き難い標高1,500メートル近い高地で採掘されたことや、従来の石器時代の概念を覆すような交易範囲の広さ、遺跡発掘により効率的な作業をおこなっていたことなどが分かっている。またこの発見により、日本人の起源や人類の進化をたどる手掛かりになると語る研究者の発言も報道されている。
- 遺跡は当時の北関東の森林限界を400メートルも超える標高1,500メートル近い高地にある[12]。
- 矢板市教育委員会は2008年（平成20年）度調査で、1万2千年から1万5千年前に製作されたと推定できる国内最大級の尖頭器とその採掘坑跡を発見したと発表した。また同時に2007年（平成19年）度の調査で発掘した黒曜石採掘坑跡をそれまで1万9千年前のものと推定していたが、放射性炭素年代測定により8千5百年から9千年前の縄文時代早期のものだったと修正した[13][14][15][16]。
- 高原山黒曜石原産地遺跡群発見・発掘がもたらすもの

また高原山は黒曜石だけではなく、更新世末期当時の関東地方東部で使用されることの多かった石刃製ナイフの原料となる珪質頁岩を含む緑色凝灰岩の産地でもある。那珂川の支流・荒川にある高原山の基盤をなす第三紀中新世の緑色凝灰岩の露頭から採取された石器を、旧石器人が古鬼怒川沿いに南は房総半島の嶺岡山地の間約200キロメートル以上にも及ぶ長い領域の間を移動しながら使用していたことがわかっている。

## 登山
釈迦ヶ岳は高原山系の山の中で最も高い峰であり、しばしば登山ガイドブックでも到達目標として、西側に連らなる鶏頂山と共に大きく扱われる。山頂には一等三角点が設置されており、釈迦如来像や祠が祭られている。草原状に拓けた山頂からは、北方の那須連山、東側に広がる那須野が原、西の鶏頂山越しに日光連山、そのほか荒海山、七ヶ岳などを一望することができる。
登山道としては、西側の日光市側の鶏頂山スキー場跡地（かつては鶏頂山荘バス停があったが、その後はバスの便がなくなり、駐車場が設けられている）、またはその付近にある鶏頂山神社鳥居から鶏頂山を経由して登るルート、東側の矢板市側の大間々台から剣ヶ峰を超えて登るルートなどが知られている。釈迦ヶ岳と鶏頂山を結ぶ稜線は火口壁の上を歩く山道となっており、道の南面は爆裂火口の切り立った崖となっている。

## 放送送信設備
矢板市街より八方ヶ原へ連絡する栃木県道56号塩原矢板線沿いの栃木県北平野部を一望できる高原山中腹に立地する。東京オリンピックが開催された1964年（昭和39年）10月3日、栃木県で最初に整備された中継送信所である。（矢板中継送信所の位置画像）北緯36度52分28.8秒 東経139度51分41秒

### 地上デジタル放送送信設備
| リモコンキーID | 放送局名        | 局名       | 物理チャンネル | 空中線電力 | ERP  | 放送対象地域 | 放送区域内世帯数             |
| -------------- | --------------- | ---------- | -------------- | ---------- | ---- | ------------ | ---------------------------- |
| 1              | NHK宇都宮総合   | 矢板中継局 | 47             | 10W        | 230W | 栃木県       | 約11万世帯 受信可能エリアMAP |
| 2              | NHK東京教育     | 矢板中継局 | 39             | 10W        | 210W | 全国         | 約11万世帯 受信可能エリアMAP |
| 3              | GYTとちぎテレビ | 矢板中継局 | 29             | 10W        | 220W | 栃木県       | 約11万世帯 受信可能エリアMAP |
| 4              | NTV日本テレビ   | 矢板中継局 | 19             | 10W        | 220W | 関東広域圏   | 約11万世帯 受信可能エリアMAP |
| 5              | EXテレビ朝日    | 矢板中継局 | 17             | 10W        | 220W | 関東広域圏   | 約11万世帯 受信可能エリアMAP |
| 6              | TBSテレビ       | 矢板中継局 | 15             | 10W        | 220W | 関東広域圏   | 約11万世帯 受信可能エリアMAP |
| 7              | TXテレビ東京    | 矢板中継局 | 18             | 10W        | 220W | 関東広域圏   | 約11万世帯 受信可能エリアMAP |
| 8              | CXフジテレビ    | 矢板中継局 | 35             | 10W        | 220W | 関東広域圏   | 約11万世帯 受信可能エリアMAP |

- 2006年12月開局
- NHKの県域放送は、2012年4月1日から実施。

### 地上アナログ放送送信設備
| チャンネル | 放送局名        | 局名       | 空中線電力       | ERP                | 放送対象地域 | 放送区域内世帯数 |
| ---------- | --------------- | ---------- | ---------------- | ------------------ | ------------ | ---------------- |
| 33         | GYTとちぎテレビ | 矢板中継局 | 映像100W 音声25W | 映像2.1kW 音声530W | 栃木県       | 約10万9000世帯   |
| 59         | EXテレビ朝日    | 矢板中継局 | 映像100W 音声25W | 映像2.5kW 音声630W | 関東広域圏   | 約10万9000世帯   |
| 61         | TXテレビ東京    | 矢板中継局 | 映像100W 音声25W | 映像2.5kW 音声630W | 関東広域圏   | 約10万9000世帯   |
| 30（49）   | NHK東京教育     | 矢板中継局 | 映像100W 音声25W | 映像2.3kW 音声590W | 全国         | 約10万9000世帯   |
| 40（51）   | NHK東京総合     | 矢板中継局 | 映像100W 音声25W | 映像2.3kW 音声590W | 関東広域圏   | 約10万9000世帯   |
| 36（53）   | NTV日本テレビ   | 矢板中継局 | 映像100W 音声25W | 映像2.5kW 音声630W | 関東広域圏   | 約10万9000世帯   |
| 42（55）   | TBSテレビ       | 矢板中継局 | 映像100W 音声25W | 映像2.5kW 音声630W | 関東広域圏   | 約10万9000世帯   |
| 45（57）   | CXフジテレビ    | 矢板中継局 | 映像100W 音声25W | 映像2.5kW 音声630W | 関東広域圏   | 約10万9000世帯   |

- 地上デジタル放送開始に伴う「アナ・アナ変換」により、2003年7月31日から2004年4月10日の期間内にチャンネルを変更した。（ch）は、変換前のチャンネル[19]。
- 福島県白河市の一部【県境付近の集落】の共同受信施設では矢板中継局の再送信を行っている。

## ギャラリー

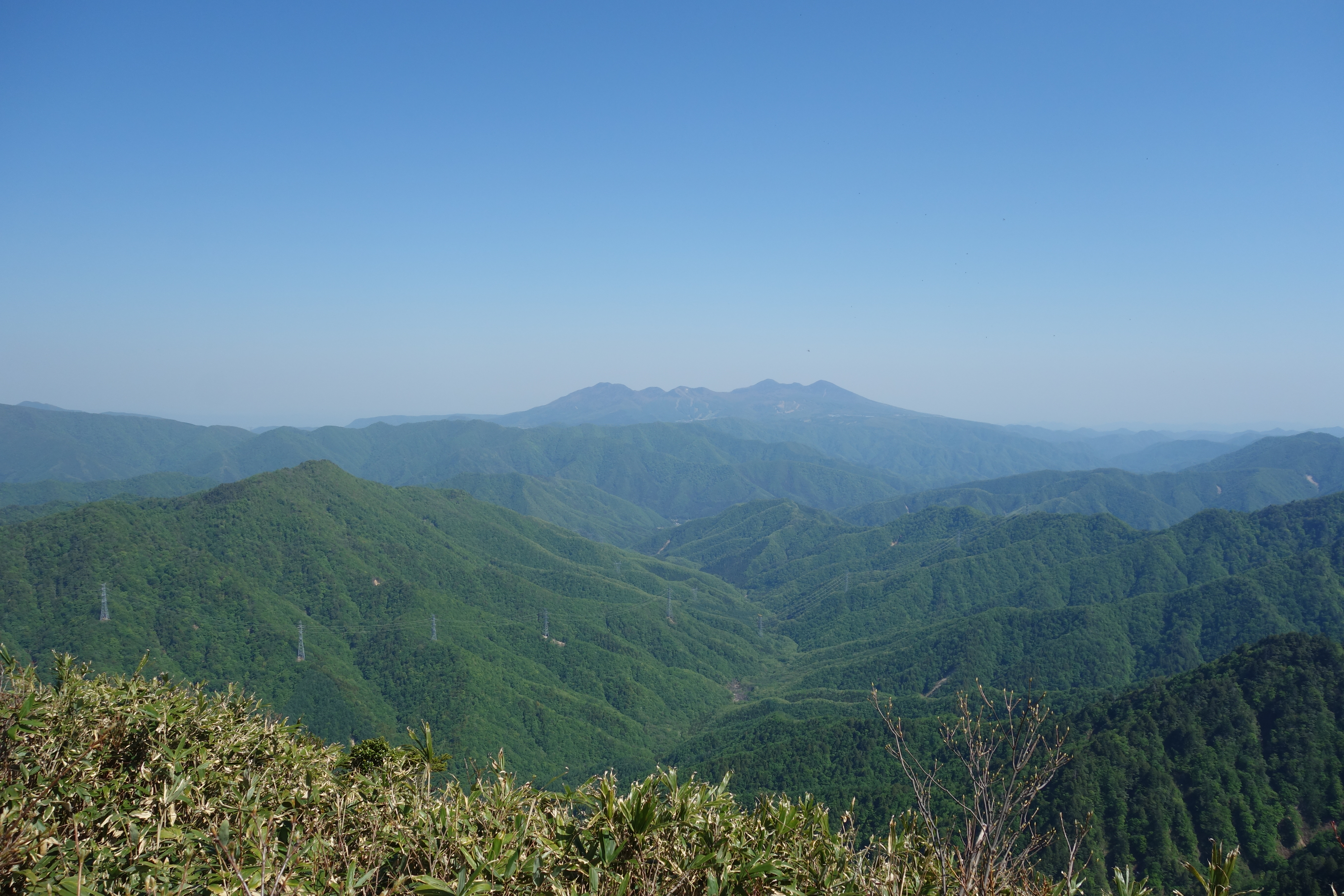
荒海山からの高原山
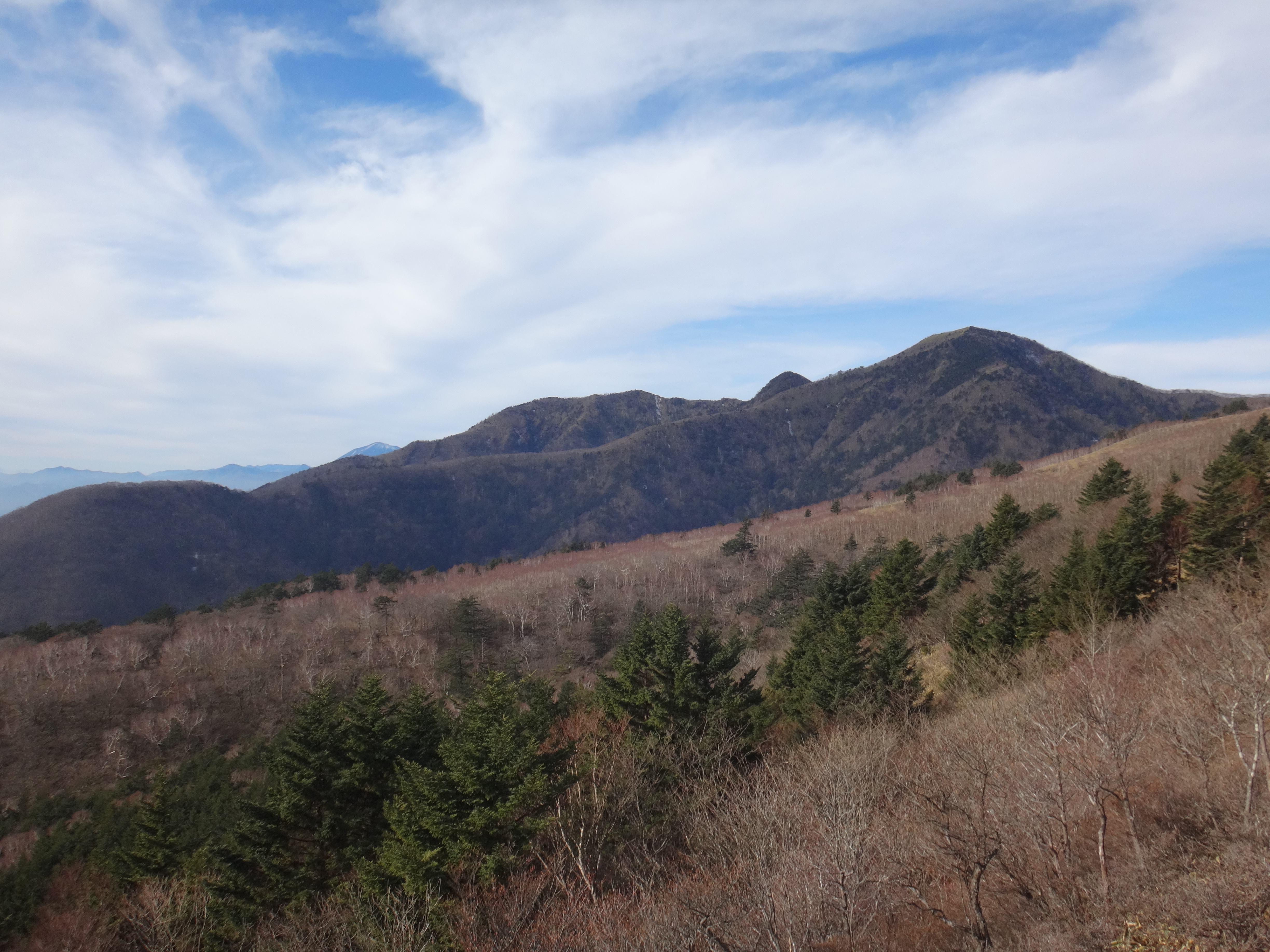
見晴コースからの高原山
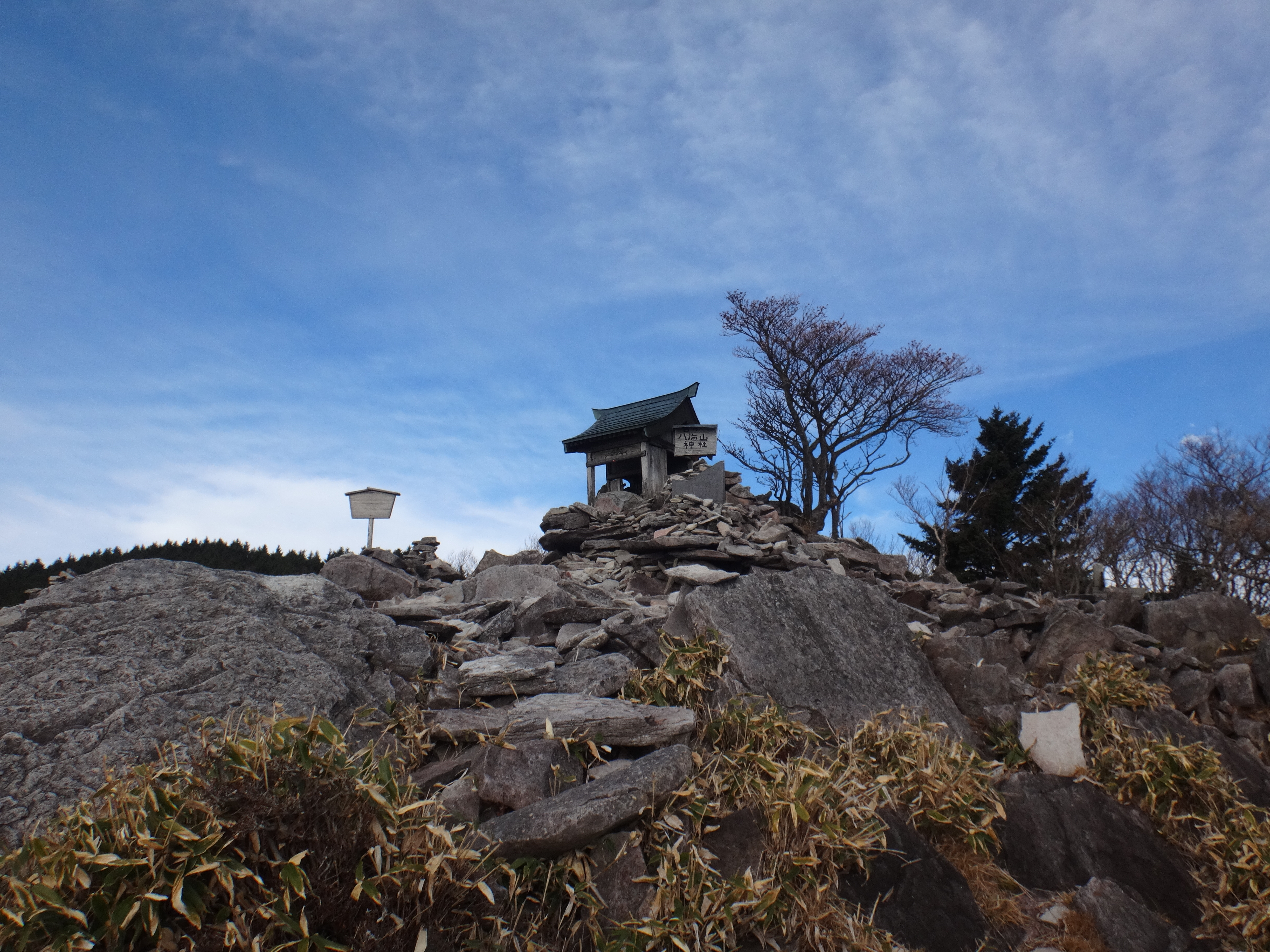
八海山神社
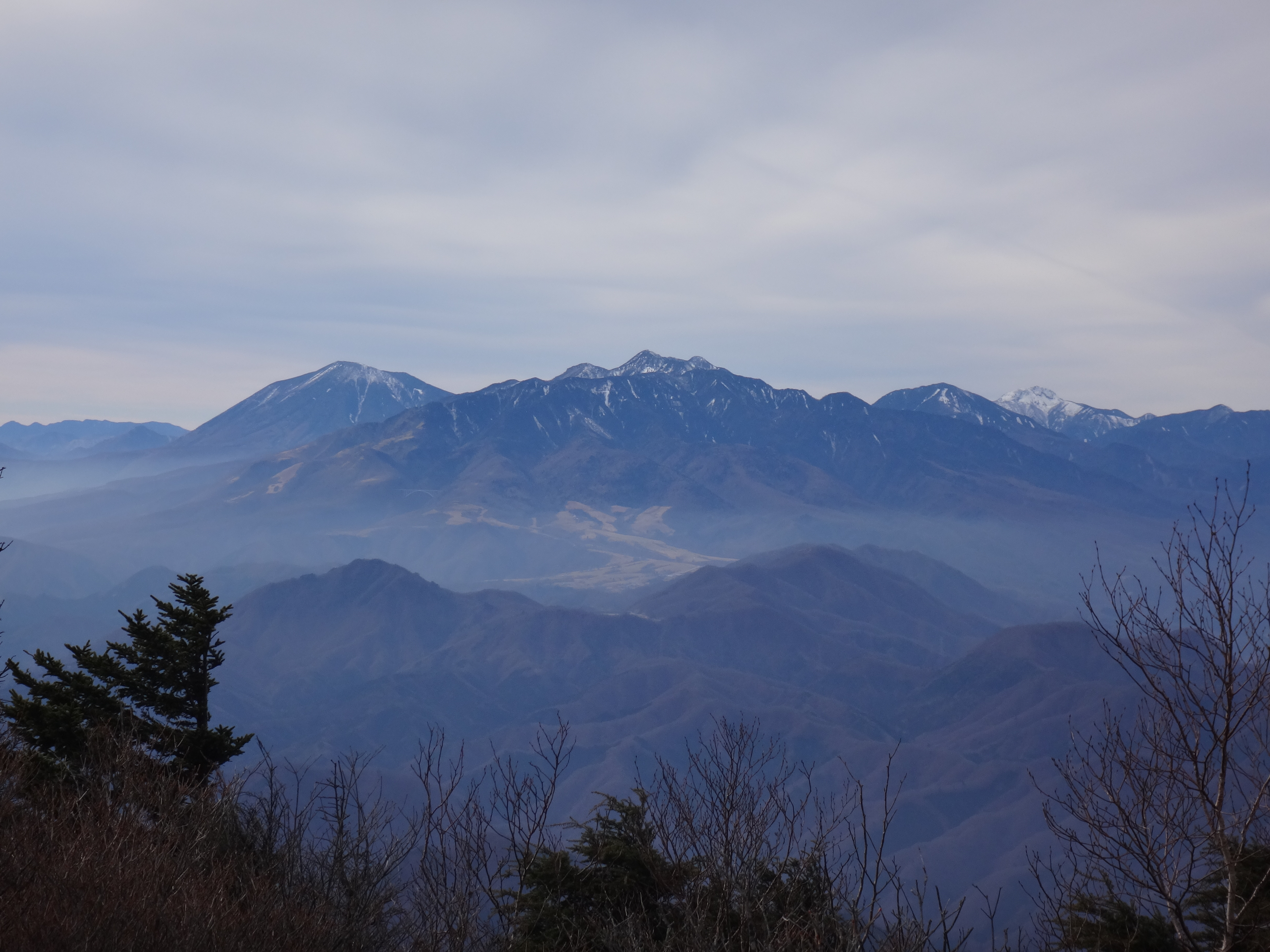
釈迦ヶ岳から日光連山を望む
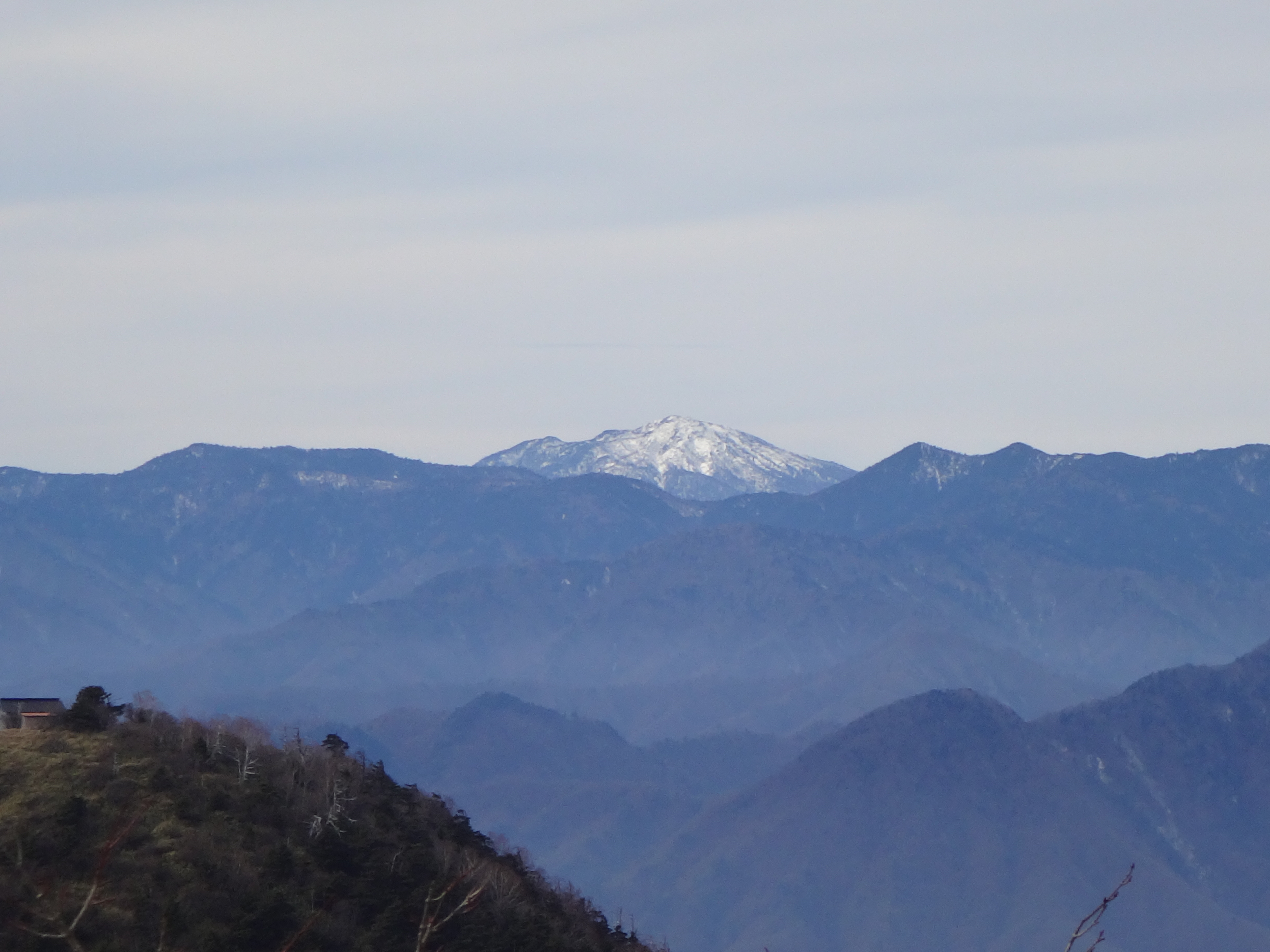
釈迦ヶ岳から燧ヶ岳を望む
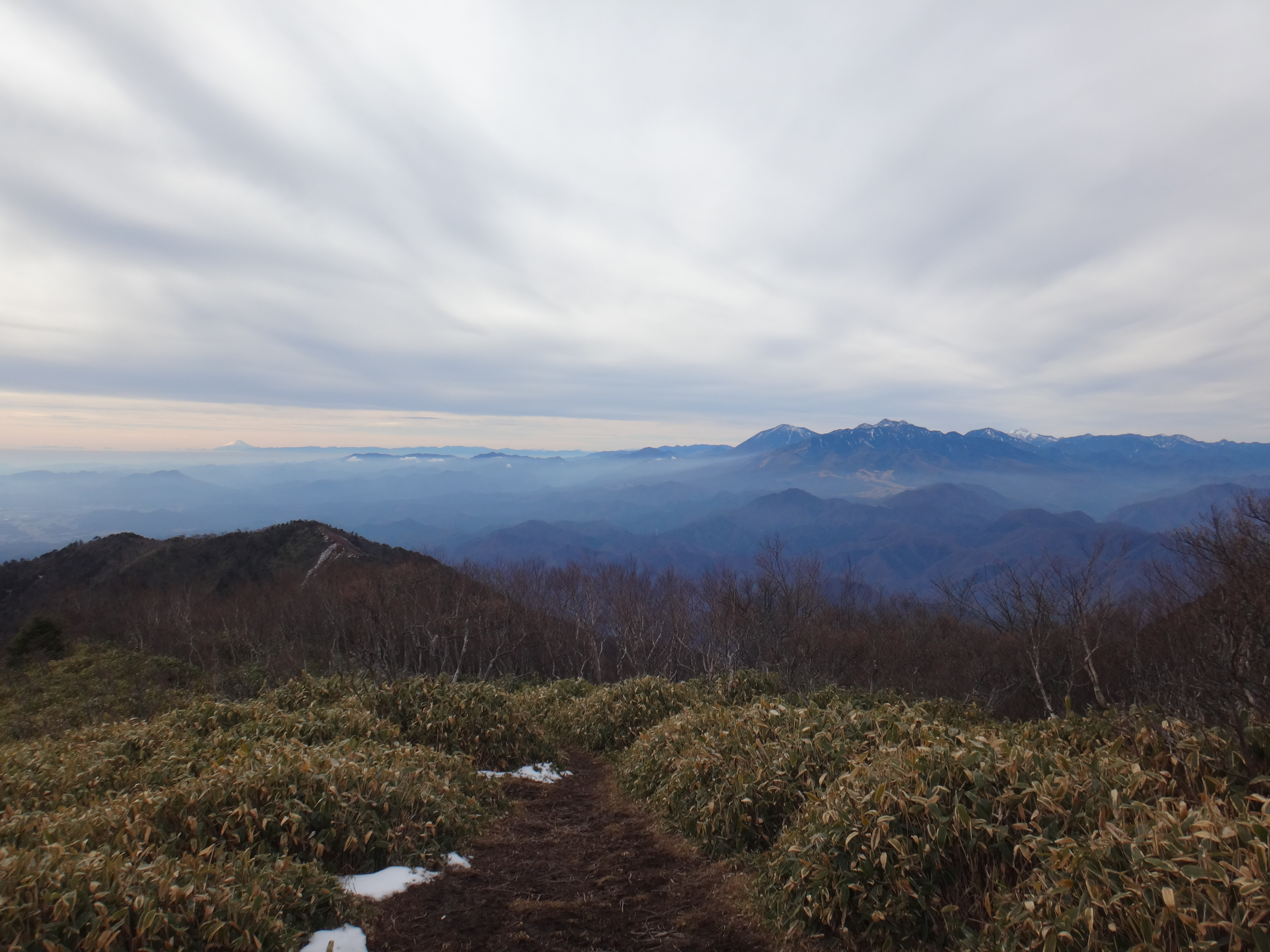
釈迦ヶ岳から富士山と日光連山を望む
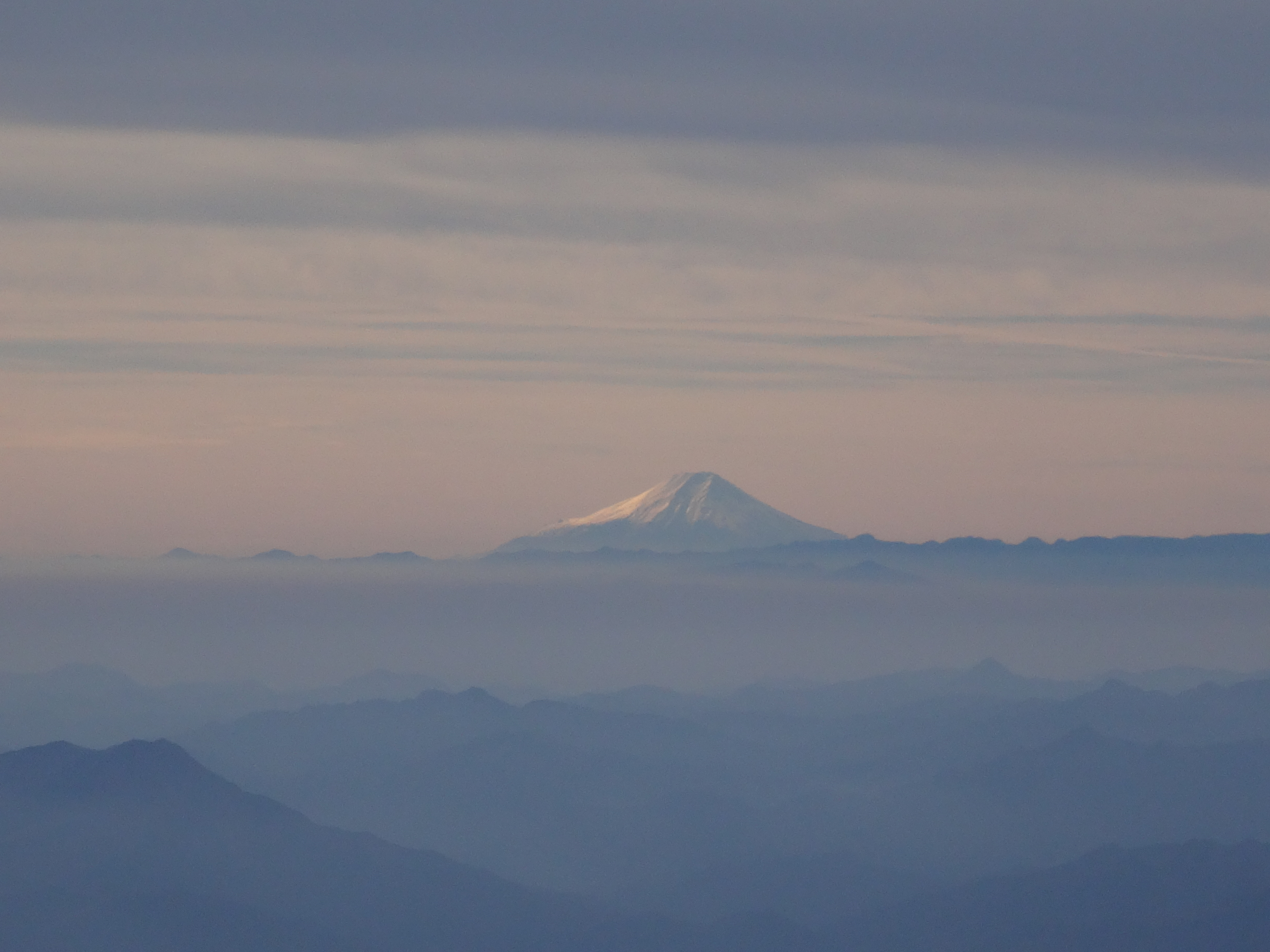
釈迦ヶ岳山頂から富士山を望む
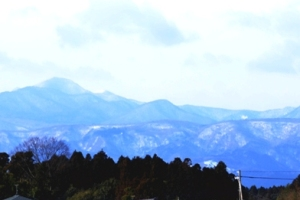
那須塩原市唐杉から臨む大入道 中央の低山が大入道。中央左側は釈迦ヶ岳と鶏頂山。
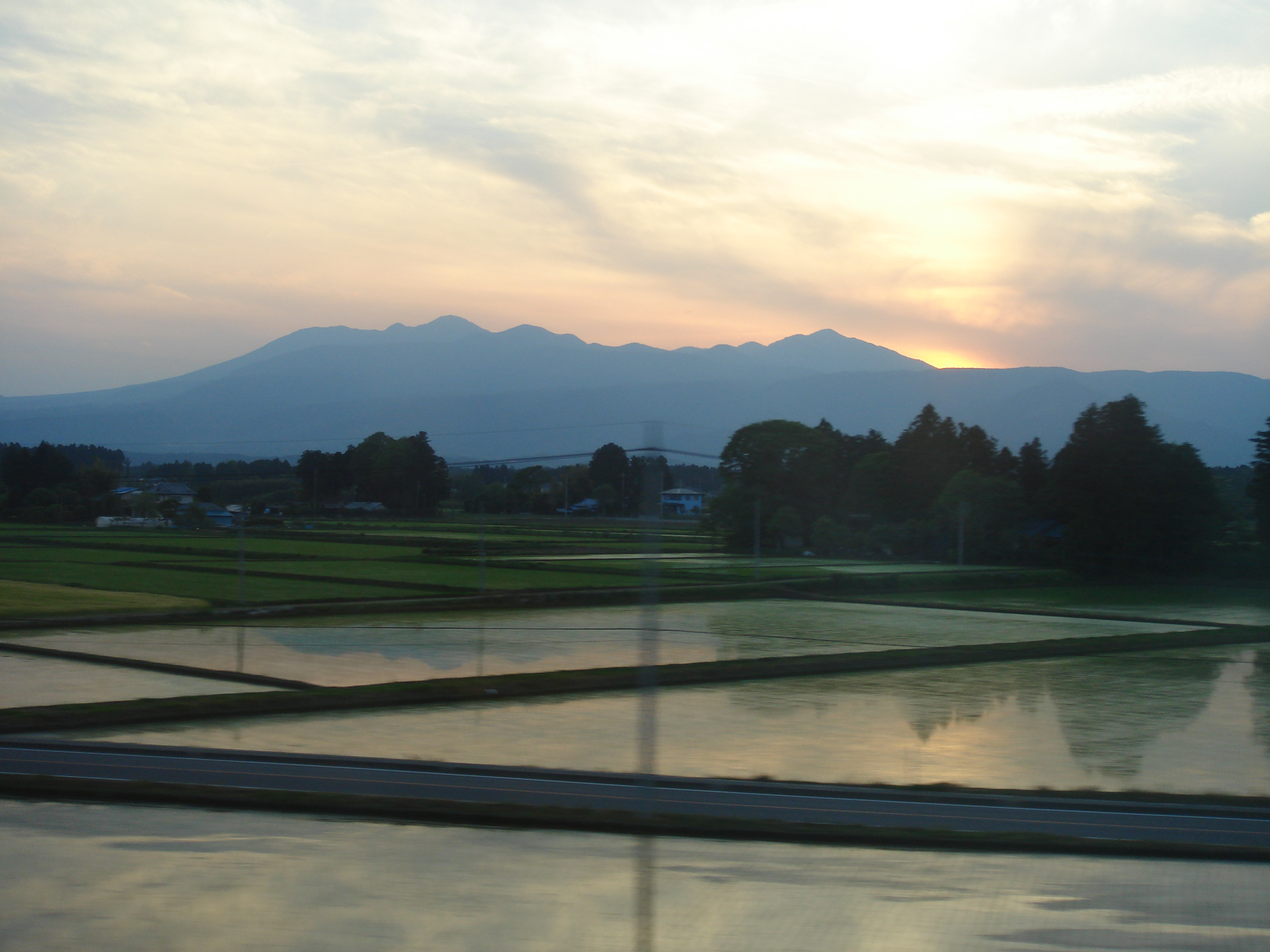
夕暮れの高原山
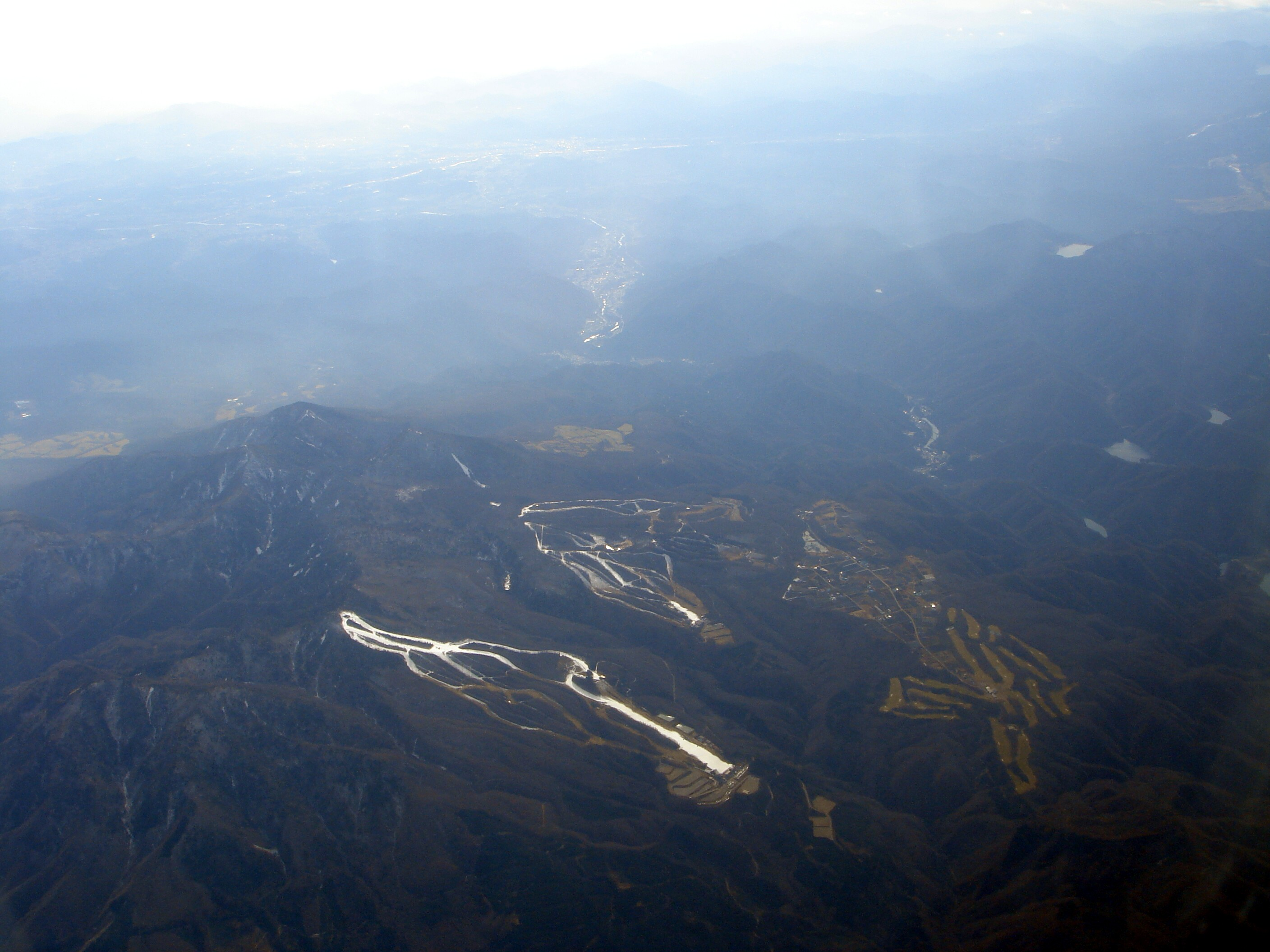
高原山北斜面の鬼怒川高原　スキー場、高原野菜耕作地、ゴルフ場などがある台地状の高原
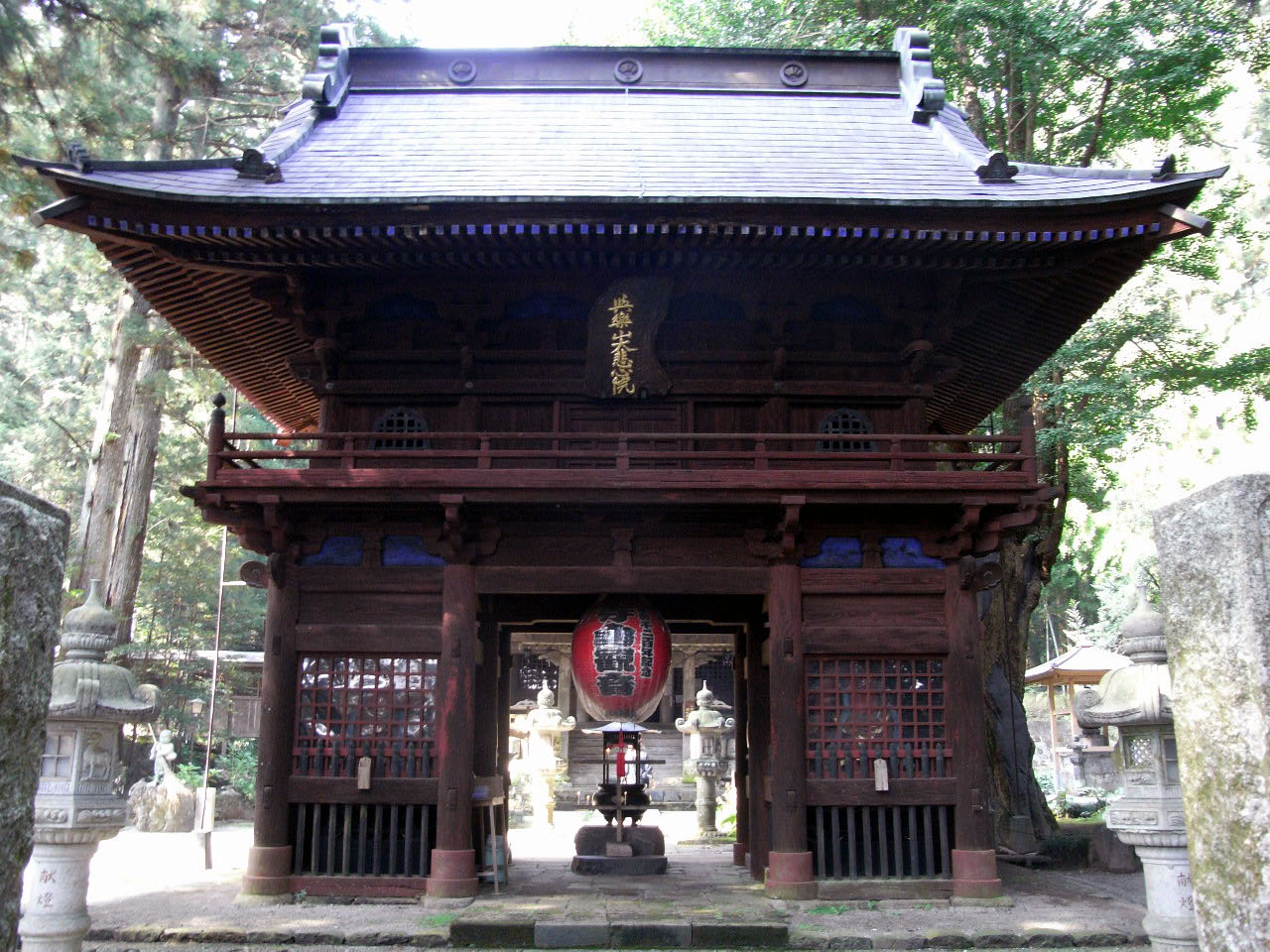
高原山中腹に位置し山岳宗教の流れを汲む寺山観音寺・楼門
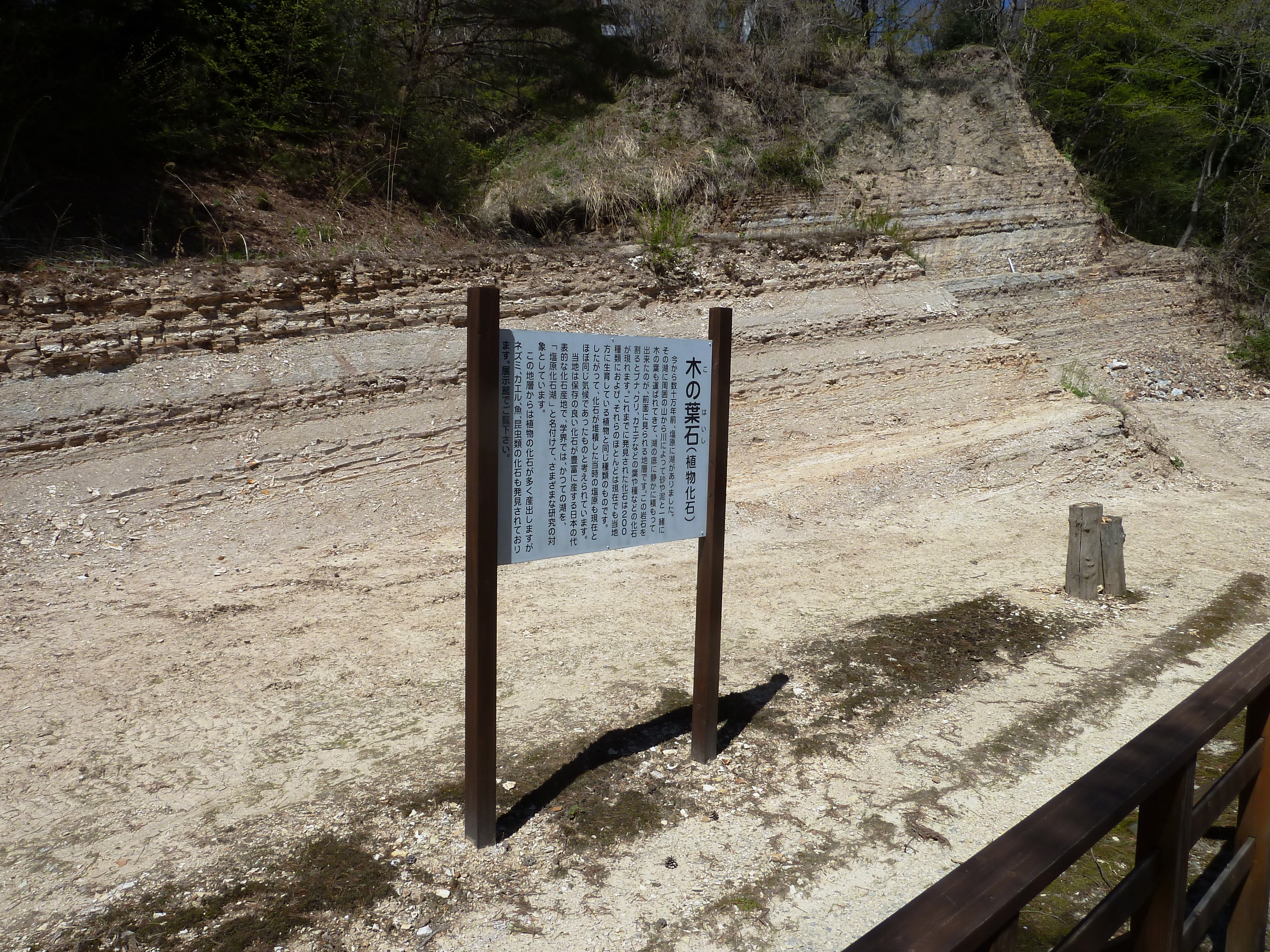
塩原湖成層の露頭（木の葉化石園）